# Peter I av Aragonien
Peter I, född 1068, död 28 september 1104 i Val d'Aran, var kung över Aragonien och Navarra från 1094 till 1104. Han var son till Sancho I av Aragonien och Isabel av Urgel. Peter I efterträdde sin far är 1094.
Peter var gift två gånger. Hans första äktenskap var med Inés av Akvitanien och de gifte sig år 1086 i Jaca. Men år 1095 intog han Huesca och två år senare, 1097, gifte han sig med Bertha av Aragonien. Efter giftermålet blev Huesca nya Aragoniens huvudstad.